# Centro de Ginástica de Ariake
O Centro de Ginástica de Ariake (em japonês: 有明体操競技場; em inglês: Ariake Gymnastics Center) é uma arena esportiva localizada no distrito de Ariake, em Tóquio, no Japão. Inaugurado em outubro de 2019, o local foi construído para sediar os eventos de ginástica nos Jogos Olímpicos de 2020.
Originalmente planejado como uma estrutura temporária, ainda em 2016 as autoridades de Tóquio 2020 confirmaram que o local se tornaria uma estrutura permanente, funcionando como um centro de convenções após os Jogos Olímpicos. Antes de sua reforma, a estrutura também recebeu os eventos da bocha nos Jogos Paralímpicos de Verão de 2020.